# Terrell Everett
Terrell Everett (* 30. Juni 1984 in Charleston, South Carolina) ist ein US-amerikanischer Basketballspieler. Nach dem Studium in seinem Heimatland wurde Everett 2006 Profi in Europa, wo er überwiegend in Frankreich sowie in Tschechien, Griechenland, Kroatien, der Ukraine und Rumänien unterbrochen von zwei Engagements in der NBA Development League (D-League). In der Basketball-Bundesliga 2015/16 spielt Everett für die BG Göttingen, die bereits sein dritter deutscher Erstliga-Verein sind.

## Karriere
Everett begann 2002 sein Studium an der Southwest Missouri State University at West Plains (SMSU), wo er für die Hochschulmannschaft Grizzlies in der National Junior Collegiate Athletic Association spielte. 2004 wurde er ins „All-American Second Team“ der zehn besten Junior College-Spieler der NJCAA gewählt und setzte sein Studium an der University of Oklahoma fort, wo er für die Hochschulmannschaft Sooners in der Big 12 Conference der NCAA spielte. In den folgenden beiden Jahren erreichte man jeweils die landesweite Endrunde der NCAA; nach einer Zweitrundenniederlage 2005 schied man 2006 bereits in der ersten Runde jeweils gegen schlechter eingestufte Mannschaften aus. In seinem Abschlussjahr 2006 gehörte er landesweit zu den besten Vorlagengebern und erzielte mit knapp sieben Assists die drittmeisten hinter Jared Jordan und José Juan Barea.
2006 begann Everett eine Profikarriere bei Élan Sportif aus Chalon-sur-Saône in der französischen LNB Pro A. Nach einem dritten Platz in der Hauptrunde schied man in der Play-off-Halbfinalserie um die Meisterschaft 2007 gegen den späteren Titelgewinner Chorale Roanne Basket aus. Die folgende Spielzeit 2007/08 begann Everett beim tschechischen Meister ČEZ Basketball aus Nymburk, bevor er bereits Mitte November 2007 wieder in die höchste französische Spielklasse zurückkehrte und den Verein Jeanne d’Arc Bourgogne aus Dijon verstärkte. Mit diesem Verein verpasste er am Saisonende die Play-offs um die Meisterschaft. Anschließend kehrte er noch einmal in sein Heimatland zurück und versuchte in der NBA Development League (D-League) den Sprung in die am höchsten dotierte Profiliga NBA zu schaffen. Nach zwei Spielen für die Tulsa 66ers in Oklahoma wechselte er zu den Bakersfield Jam, doch ein Abruf in ein NBA-Team blieb ihm verwehrt. So kehrte er im November 2009 erneut nach Frankreich zurück und spielte im Département Var für Hyères Toulon Var Basket. Vor Weihnachten verließ er die Mannschaft und wechselte zum Jahresende zurück zu seinem ehemaligen Verein Élan Chalon, die jedoch den Einzug in die Play-offs um die Meisterschaft nicht mehr erreichten.
2010 verließ Everett Frankreich und wechselte in die höchste griechische Spielklasse A1 Ethniki zum Erstliga-Rückkehrer Iraklis aus Thessaloniki. Die Mannschaft war jedoch wenig erfolgreich und Everett verließ den Verein frühzeitig. Mitte Januar schloss er sich für einen Kurzzeitvertrag dem kroatischen Meister KK Cibona aus Zagreb, bevor er Anfang März 2011 als Neuvorstellung und Ersatz für den verletzten Tyrone Brazelton, der nach Everett ebenfalls sein Studium an der SMSU in West Plains (Missouri) begonnen hatte, beim deutschen Erstligisten Eisbären aus Bremerhaven vorgestellt wurde. Die Eisbären schafften in der Basketball-Bundesliga 2010/11 wegen des besseren direkten Vergleichs noch den Einzug in die Play-offs um die deutsche Meisterschaft, in denen man in der ersten Runde gegen den Titelverteidiger Brose Baskets chancenlos blieb. In der Basketball-Bundesliga 2011/12 gelang jedoch der dritte Einzug in Folge in die Play-offs nicht mehr und Everett kehrte für die Saison 2012/13 erneut in die französische Liga zurück, wo er für den Verein aus Cholet spielte. Der Meister von 2010 drohte jedoch in jener Spielzeit erstmals seit vier Jahren die Play-offs um die Meisterschaft zu verpassen und so trennte man sich Mitte Januar 2013. Daraufhin wurde Everett Mitte Februar erneut von seinem ehemaligen Verein aus Bremerhaven verpflichtet. Mit diesem erreichte er jedoch nur den Klassenerhalt und verpasste erneut den Einzug in die Play-offs.
Zur folgenden Saison wechselte Everett in die Basketball Superliga Ukraine zum Verein aus Odessa, wo er erneut seinem Landsmann Brazelton nachfolgte. Nach den Unruhen in der Ukraine zu Beginn des Jahres 2014 verließ er den Verein jedoch vorzeitig vor Saisonende und spielte in der folgenden Saison in der rumänischen Divizia A für Steaua aus der Hauptstadt Bukarest. Doch auch diesen Vertrag erfüllte er nicht komplett, stattdessen wurde er kurz vor Ende der Wechselfrist Ende Februar 2015 von den Artland Dragons zurück in die höchste deutsche Spielklasse geholt. Die Artländer verpassten aber nach enttäuschendem Saisonverlauf auf dem elften Platz den erneuten Einzug in die Play-offs um die deutsche Meisterschaft. Anschließend zog sich der Hauptsponsor und Mäzen zurück und der Verein musste sich komplett neu aufstellen, wozu er die Mannschaft von der höchsten Spielklasse in die dritthöchste Spielklasse ProB zurückzog. Everett war zu Beginn der folgenden Saison noch ohne Vertrag, bevor ihn vier Wochen nach Saisonbeginn der vormalige Tabellenneunte aus Göttingen doch noch verpflichtete.